# Maurice Ardouin
Maurice Ardouin, né le 11 octobre 1932 à Tarare (Rhône) et mort le 23 mai 1999 à Argenteuil (Val-d'Oise), est un peintre et dessinateur français (École de Paris),.

## Biographie
Élève de l’École nationale des Beaux-Arts de Lyon, où il reçoit le surnom de Boris, il obtient son diplôme en 1953 en même temps qu'un premier prix de portrait et de composition.
Il s'installe à Paris en 1955 et travaille chez un imprimeur jusqu'en 1957. Entre-temps, il expose en 1956 au Salon d’automne et au salon de la Jeune Peinture. Il prête aussi des œuvres pour une exposition au Casino de Vals-les-Bains en 1952. Il expose au Salon national des Beaux-Arts. Sa première exposition en solo a lieu en 1960 à la galerie Robert Philippe, à Montmartre, qui l'accueille de nouveau en 1962 puis en 1966.
En 1965, dans le cadre du jumelage Paris-Rome, il est l'invité de la ville de Rome.
Il se fait également connaître aux États-Unis, grâce notamment à une exposition à La Jolla (San Diego, Californie) et à la galerie Lido (Newport Beach, Californie). En 1966, il expose à la Galerie 5 de Genève.
Paysages, marines, natures mortes constituent l'essentiel de sa production. De sa fréquentation régulière de Paris et de sa banlieue, mais aussi du Bourbonnais, du littoral et du marais vendéens, de la Touraine et, plus tard, des reliefs alpins, il rapporte quantité de dessins dont beaucoup deviennent ensuite des peintures à l'huile. Tandis que ses dessins de marais tendent progressivement au dépouillement maximal, il glisse de la figuration à l'abstraction à partir de représentations de torrents de montagne ou d'écorces.
Il pratique également l'illustration, réalisant des pochettes de disques pour la collection « Musique pour l'image » — n°19, 20 (1968), 23 (1969) — ou des gouaches pour des manuels scolaires.
Parallèlement à son activité d'artiste, il est Professeur de la Ville de Paris (PVP) pour les arts plastiques et anime un cours du soir du 18e arrondissement, rue du Mont-Cenis (son quartier).
Il décède en 1999, des suites d'une longue maladie et repose au cimetière de Montmarault (Allier).
Il laisse une œuvre originale, marquée à la fois par son époque, où la peinture figurative était en pleine évolution, et par une grande sensibilité à la construction et à la couleur. Selon le marchand d'art londonien John Bennett : « He belonged to a time when art was going through fundamental changes: images were forceful and the figurations more radical; furthermore art had become politically engaged and he was very much part of this new expression. ».

## Galerie

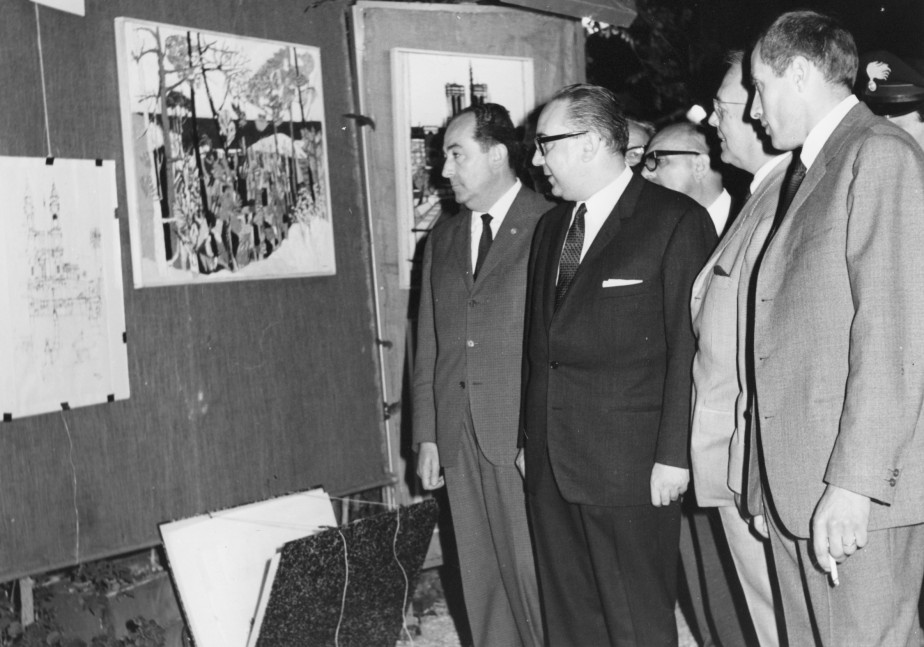
Maurice Ardouin à Rome en 1965, devant une de ses toiles. En costume sombre, le maire, Amerigo Petrucci
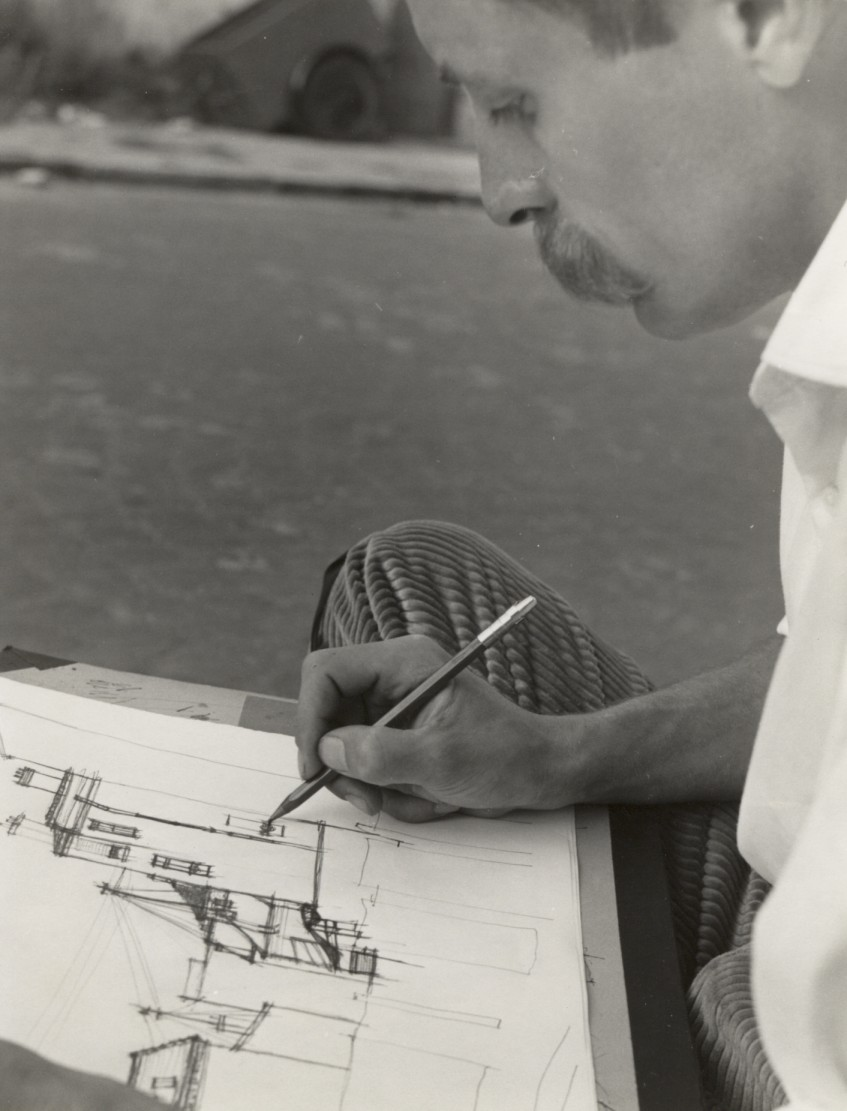
Maurice Ardouin en 1960, dessinant